# Jon (drengenavn)
 For alternative betydninger, se Jon. (Se også artikler, som begynder med Jon)
Jon er et drengenavn, der er en kortform af Johannes. Navnet er meget udbredt på Island og Færøerne, men bruges også i resten af Norden samt i engelsksprogede lande. Der er ca. 2573 der hedder Jon i Danmark.

## Kendte personer med navnet
- Jon, irsk munk og missionær på Bornholm.
- Jon Bon Jovi, amerikansk musiker.
- Jon Lange, dansk skuespiller.
- Jon Larsen, dansk trommeslager i Volbeat.
- Jon Nørgaard, dansk sanger.
- Jon Stewart, amerikansk komiker og TV-vært.
- Jon Dahl Tomasson, dansk fodboldspiller.
- Jon Voight, amerikansk skuespiller.

## Andre anvendelser
- Jons Kapel er en klippeformation på Bornholm, opkaldt efter munken Jon.